# سرگی هوهلو-سیمسون
سرگی هوهلو-سیمسون (استونیایی: Sergei Hohlov-Simson؛ زادهٔ ۲۲ آوریل ۱۹۷۲) بازیکن فوتبال اهل استونی یود.
از باشگاه‌هایی که در آن بازی کرده‌است می‌توان به باشگاه فوتبال فلورا تالین، باشگاه فوتبال کورساره، باشگاه فوتبال ویلیاندی تولویک، باشگاه فوتبال هاپوئل کفار سابا، و باشگاه فوتبال لوادیا تالین اشاره کرد.
وی همچنین در تیم ملی فوتبال استونی بازی کرده‌است.